# Hoofd van Amenemhat III
Het Hoofd van Amenemhat III  is een meesterwerk van de beeldhouwkunst uit het Middenrijk van het oude Egypte. Het werk maakt sinds 1894 onderdeel uit van de collectie van de Ny Carlsberg Glyptotek in Kopenhagen.

## Voorstelling
Amenemhat III was de laatste belangrijke heerser van de 12e dynastie en regeerde ongeveer 45 jaar. Onder zijn voorganger Senoeseret III veranderde de wijze waarop Egyptische heersers werden afgebeeld. Er werden niet langer alleen geïdealiseerde portretten van een jonge heerser gemaakt, maar ook beelden die de ouderdom en zorgen van de koning lieten zien. Dit voorbeeld werd gevolgd door zijn zoon Amenemhet III, van wie naast beelden als jonge heerser ook voorbeelden bekend zijn als een oudere, enigszins doorleefde koning.
Amenemhat III draagt de witte kroon van Opper-Egypte. Er is geen teken van een Uraeuscobra of een baard, symbolen die op een koninklijk standbeeld verwacht mogen worden. De steen van grauwacke is glad gepolijst. De koning heeft een langgerekt gezicht met een peinzende mond. Er zijn geen wenkbrauwen zichtbaar, terwijl de plooien van de wangen en de oogranden juist duidelijk zijn uitgewerkt.  
Hoewel het beeld om zijn levensechtheid wordt geprezen, is allerminst zeker dat het natuurgetrouw is gemaakt. Er is niets bekend over het uiterlijk van de koning. Het hoofd ziet er nu heel anders uit dan toen het gemaakt werd. Niet alleen ontbreken er delen van de kroon, ook de oorspronkelijke beschildering is verdwenen. De neus en de oren zijn er opzettelijk afgehakt om het standbeeld ritueel te "vermoorden".
Hoewel er wel is gesuggereerd dat het hoofd gemaakt is in de Late Periode, een tijd waarin vaak werken uit het Middenrijk werden gekopieerd, is het zeer waarschijnlijk dat het dateert uit de tijd van Amenemhet III zelf. Een preciezere datering is niet te geven.

## Herkomst
Valdemar Schmidt, destijds conservator van de Egyptische collectie van de Glyptotek, kocht het beeld in 1894 in Caïro. De oorspronkelijke vindplaats van het hoofd is onbekend. Er zijn nauwelijks bustes bekend uit het oude Egypte. Het hoofd heeft daarom vrijwel zeker ooit deel uitgemaakt van een standbeeld. 
Het hoofd kan afkomstig zijn van het piramidecomplex van Amenemhat III in Hawara. Er zijn inscripties gevonden in de Wadi Hammamat die verslag doen van een expedities om grauwacke uit te kappen voor de tempel van de koning. In deze inscripties worden grotere beelden genoemd, maar het lijkt waarschijnlijk dat er ook materiaal voor kleinere beelden werd gedolven. 